# Robert de Namur (1323–1391)
Robert de Namur (1323/1325-1391), seigneur de Beaufort et de Renaix, est un noble des Pays-Bas proche du roi Édouard III d'Angleterre, par qui il est fait chevalier de la Jarretière en 1369. Il était le fils de Jean Ier de Namur et de Marie d'Artois.

## Carrière
Jeune homme, il participe à des expéditions en Prusse et en Terre-Sainte. En 1346, son oncle Robert III d'Artois l'emmène à Calais, où il rencontre le roi Édouard III d'Angleterre, qui faisait alors le siège de la ville et à qui il fait bonne impression.
Le 30 août 1350, Robert et Henri de Grosmont commandent le vaisseau anglais Salle du Roy lors de la Bataille de L'Espagnols sur Mer, près de Winchelsea. Le 2 février 1354, Robert épouse Isabeau de Hainaut (1323–1361), jeune sœur de Philippa de Hainaut, reine consort d'Édouard III, dont il devient ainsi le beau-frère. Il s'empare du château d'Escanaffles en 1363.
Il emmène Jean Froissart en Angleterre et le présente à la reine Philippa. En 1369, il défend le camp anglais à Tournehem-sur-la-Hem contre les Français. Il est fait chevalier de la Jarretière en 1369 après la mort de Robert d'Ufford.
En 1370, il demande à Jean Froissart de rédiger une chronique de l'Angleterre. Le 20 août 1371, il s'engage auprès de Venceslas Ier de Luxembourg et commande une troupe de 2 000 hommes à la Bataille de Baesweiler, mais il est défait et doit payer une rançon pour sa libération. En 1373, Froissart termine le premier livre de ses Chroniques, qu'il dédicace à Robert de Namur.

## Mariages
Le 2 janvier 1354, il épouse Isabeau de Hainaut (1323-1361), fille de Guillaume Ier de Hainaut et de Jeanne de Valois (1294-1352). Le 4 février 1380, il épouse Isabeau de Melun, fille de Hughes de Melun, seigneur d'Antoing, qui meurt en 1409. Ces deux mariages sont restés sans enfant, mais Robert aurait eu au moins deux enfants illégitimes : Robert, dit Robechon († av. 1445), qui avait épousé Agnès de Hemptinne qui lui donna au moins deux filles (mariées respectivement à François de Cange et Guillaume de Spontin), et Louis, marié à Marie Luquet qui lui donna au moins un fils, Jean.

## Sources
- (en) William Arthur Shaw, The Knights of England: A Complete Record from the Earliest Time to the Present Day of the Knights of All the Orders of Chivalry in England, Scotland, and Ireland, and of the Knights Bachelors, vol. 1, Baltimore, Genealogical Publishing Company, 1971 (OCLC 247620448)
- (en) The Medieval Combat Society Robert de Namur Lord of Beaufort, Renaix, Ballâtre and Chièvre 1323–1391